# Сюнґа

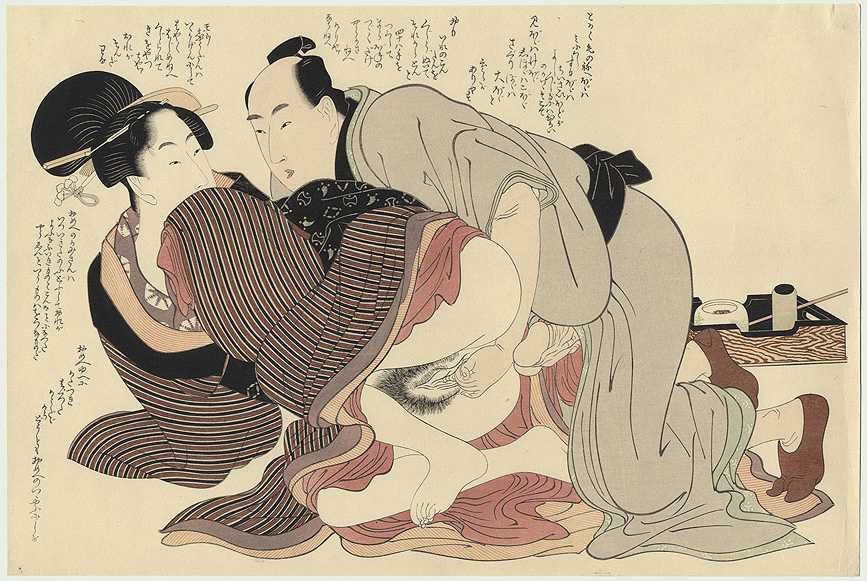
Сюнґа Кітаґави Утамаро, 1799

Сю́нґа, сю́нга, шу́нга (яп. 春画, англ. shunga) — жанр японського традиційного мистецтва, присвячений сексуальним відносинам, що побутував у XVII—XIX ст. Слово «сюнґа» буквально перекладається як «весняна картинка», бо завдяки тому, що весна — сезон зародження нового життя, слово «весна» (春) означало і сексуальні стосунки. Так, повій звали «байсюнфу» (売春婦) — тобто «жінки, що продають весну». У цьому жанрі існувало кілька напрямків: «сюмпон» — «весняні книжки», «макура е» — дослівно «книжки подушки», інтимні щоденники; «е хон» — ілюстровані книжки; «хіга» — «секретні картинки»; «абуна е» — «обережні картинки», які тільки натякали на статеві акти, не показуючи їх. Зображення ще звали «варай га» — забавні картинки, бо багато які з них є пародіями (слово «варай» також означало мастурбацію). Сюнґа виконовували у техніці гравюри (укійо-е). Традиції сюнґа зберігаються досі у жанрі хентай.

## Історія

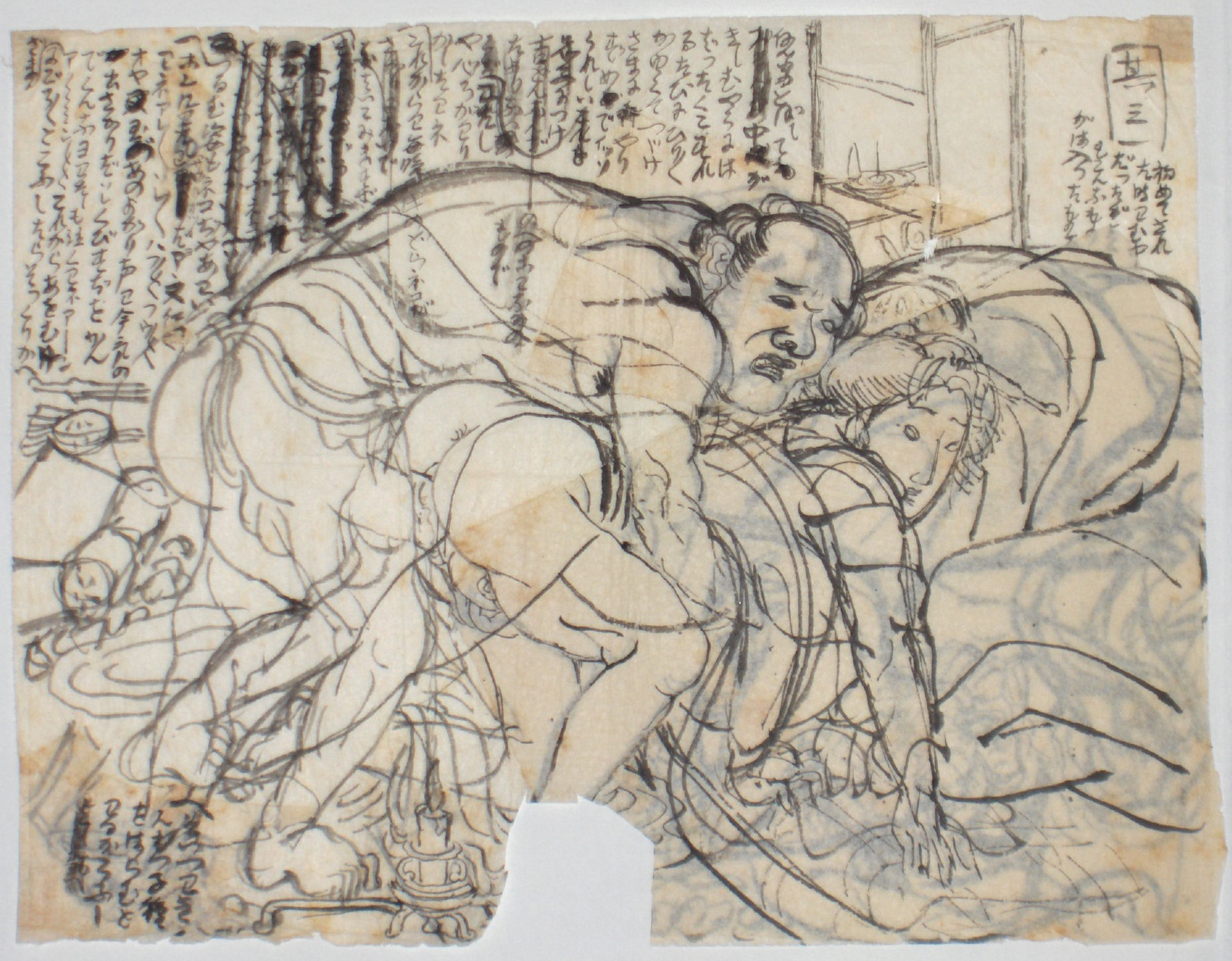
Кунічіка Тойохара. Попередній рисунок для сюнґа. XIX ст.

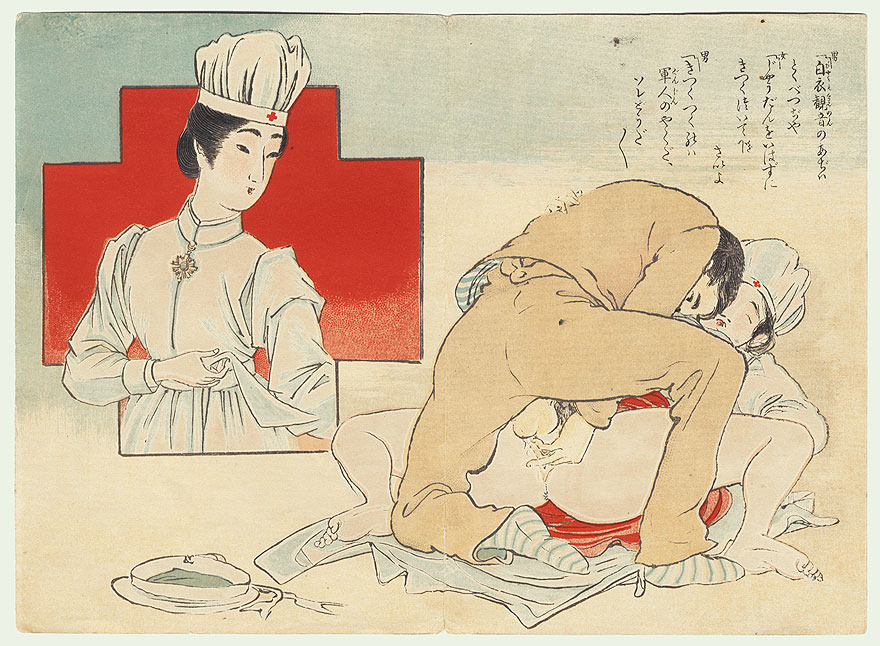
Тосіката Музіно. Сюнґа часів Російсько-японської війни. 1904

Жанр сюнґа виник у XVII ст. як різновид укійо-е, але еротичні малюнки існували й раніше. Синтоїзм — давня релігія японського народу, у якій вся природа уявляється одухотвореною і живою, прихильною до тілесного кохання. Японська міфологія рясніє еротичними сюжетами, але для японців секс не був ні ідеалом кохання, ні фалічним обрядом богів, а просто радісним союзом статей.
Еротичні гравюри користувалися величезною популярністю серед всіх верств населення: аристократів-даймьо, самураїв, селян, торгівців-чонін. Сюнґа значно розрізнювалися за якістю та ціною: від ретельно пророблених, які придбавали багаті торгівці та даймьо, до дешевих, які розходилися серед простого народу. Багато які видатні японські майстри працювали у жанрі сюнґа, часто анонімно. Для художників такі зображення були звичайною річчю, вони нічого не казали про вдачу або сексуальні відхилення.
Після революції Мейдзі починається модернізація країни, яка супроводжується значним впливом західної культури, до Японії масово завозиться європейська графіка, зокрема, поширюється техніка фотографії. Сюнґа, як і весь жанр укійо-е, не може конкурувати з нею і на межі XIX і XX століть занепадає.
У період Сьова та Хейсей мистецтво сюнґа сильно вплинуло на становлення жанру аніме та манґа, відомого як «хентай» (точніше, дзю хачі кін — «тільки для дорослих»). Подібно до сюнґа, хентай зображує еротичні сцени з усією детальністю.
Першу масштабну виставку класичних еротичних картин сюнґа вдалося провести в Японії лише в 2015 році — після того, як сюнґа мала успіх на великих міжнародних виставках.

## Призначення

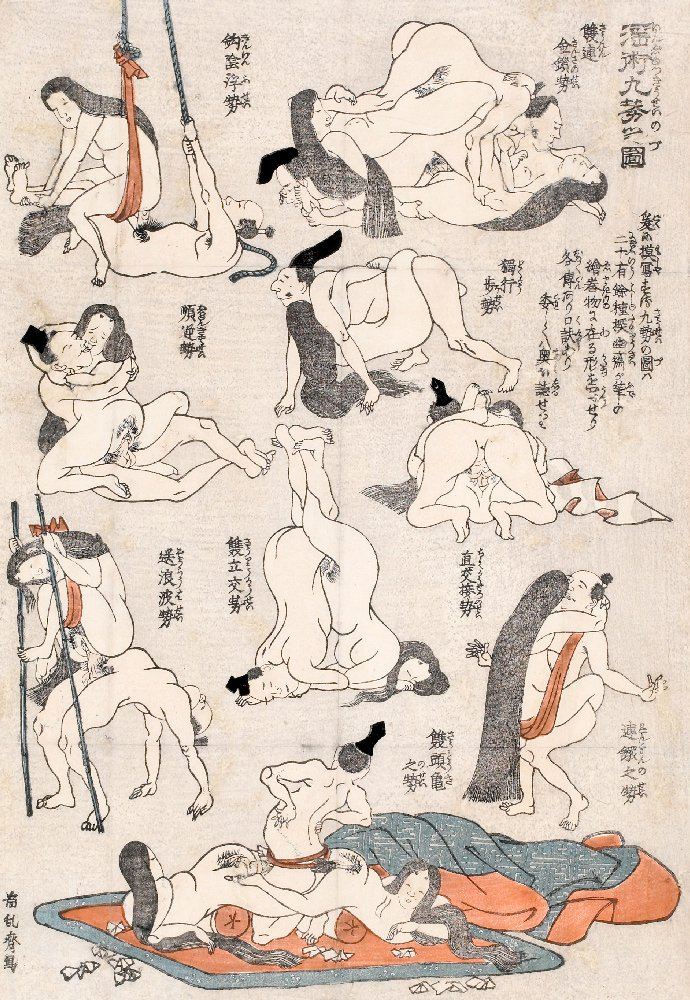
Сексуальні пози на сюнґа «Скарби, сховані у кишенях». Кейсай Ейсен, 1830—1840

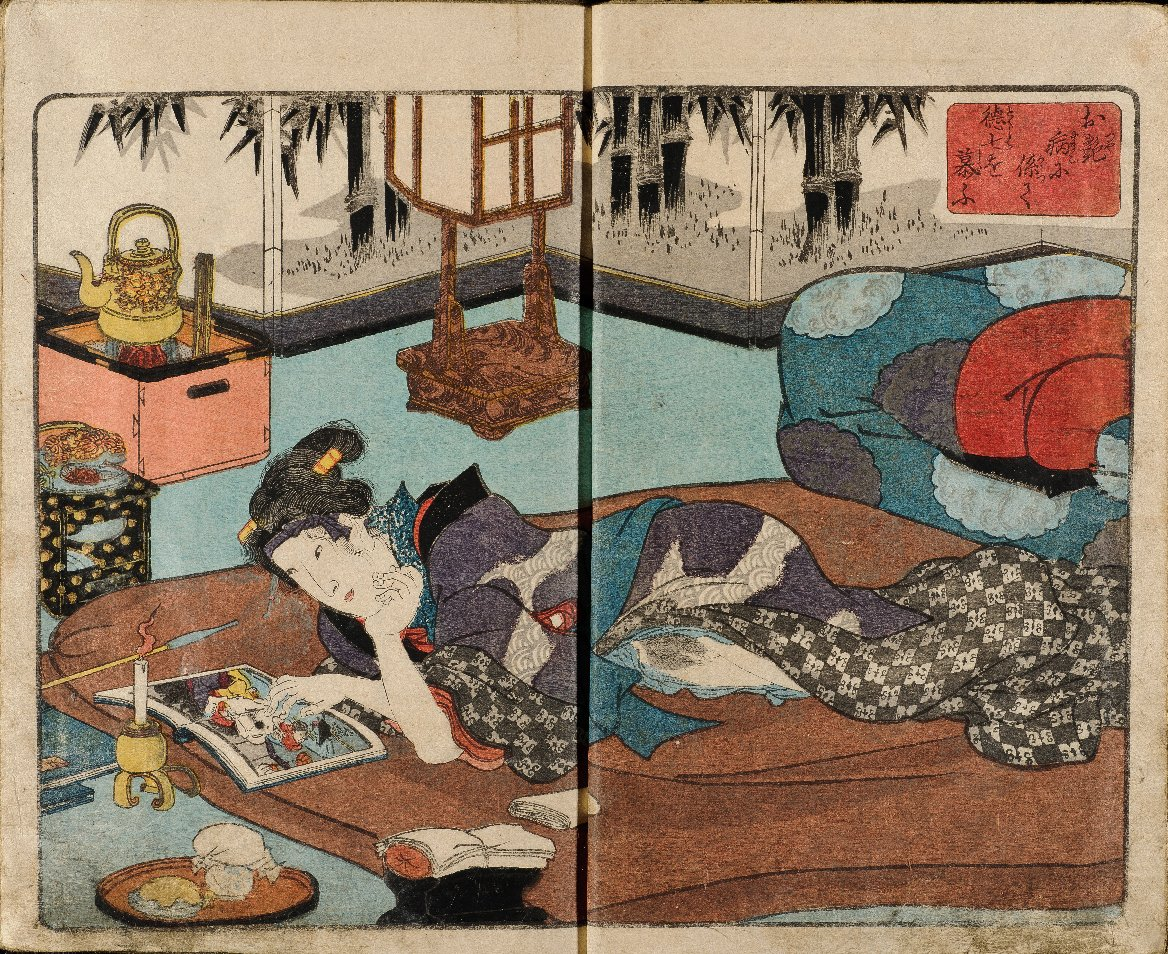
Утаґава Кунісада. «Сунсьоку нея но-сіорі» («Посібник для спальні»)

Основне призначення сюнґа — сексуальна освіта. За походженням воно є синтезом науки та мистецтва, призначеним для популяризації медичної науки — серйозна медична література (перекладна китайська), була малозрозуміла нефахівцям. Картинки і стали популярними посібниками і порадниками для активізації сексуального життя. Перед весіллям наречена отримувала у подарунок кілька ілюстрованих сувоїв на різні теми: сексуальні пози, поради жінці, статева гігієна.
Сюнґа також надавали й магічне значення. Самураї зберігали їх в обладунках, віруючи, що вони захистять їх у битві. Торгівці поміщали кобан (картинки формату 12:9) у гаманці для принадження грошей. Втім, існує і раціональне пояснення такого захоплення сюнґа самураями та торгівцями. Вони були вимушені подовгу знаходитися далеко від коханих: перші проводили тривалий час у військових таборах, другі — у ділових подорожах. Еротичні картинки були їхньою єдиною розвагою.
Хатні господарки зберігали картинки у буфетах — для захисту дому від пожежі. Була поширена думка, що сюнґа здатні виліковувати сексуальні розлади.

## Виконання

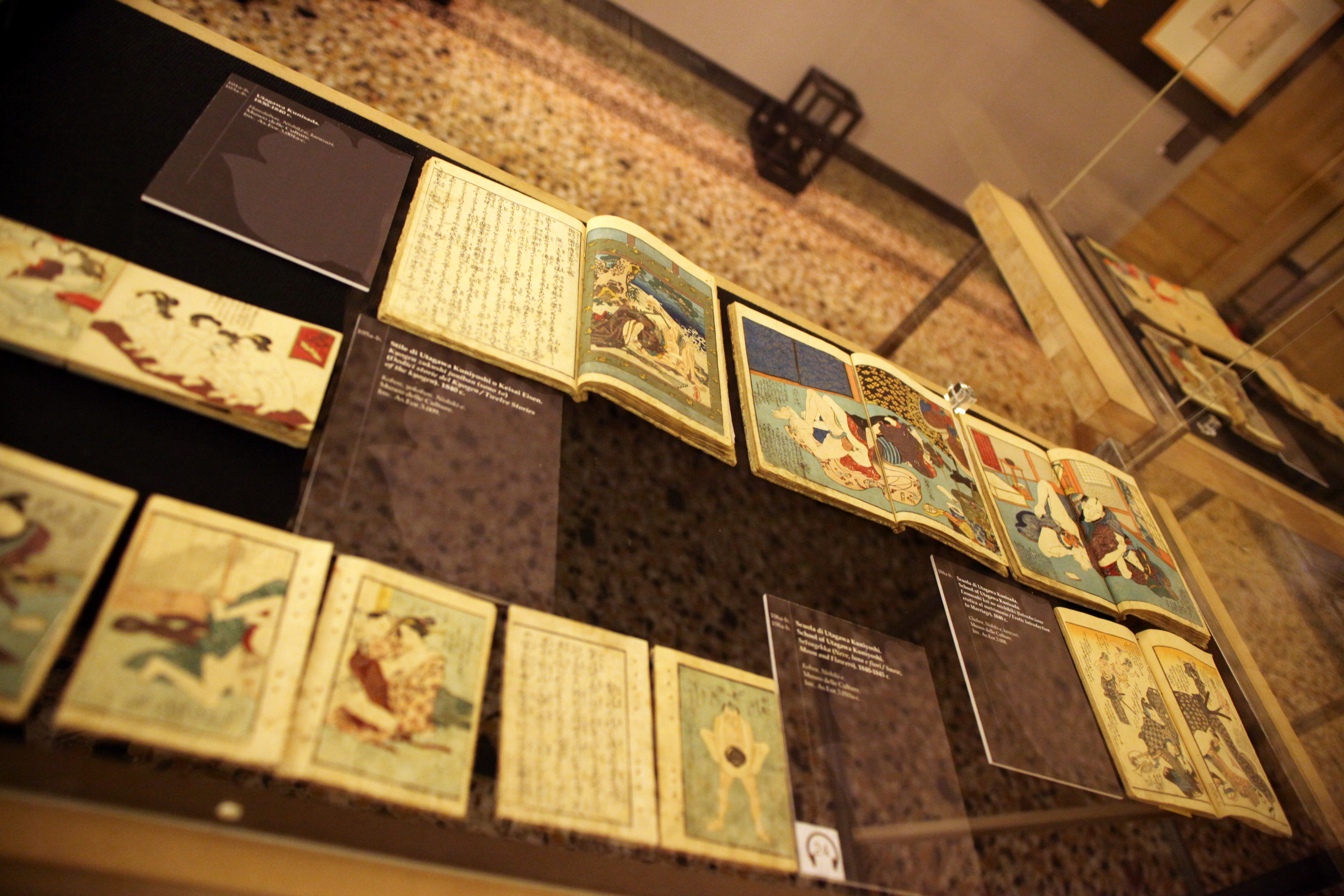
Книжки з сюнґа (енхон)

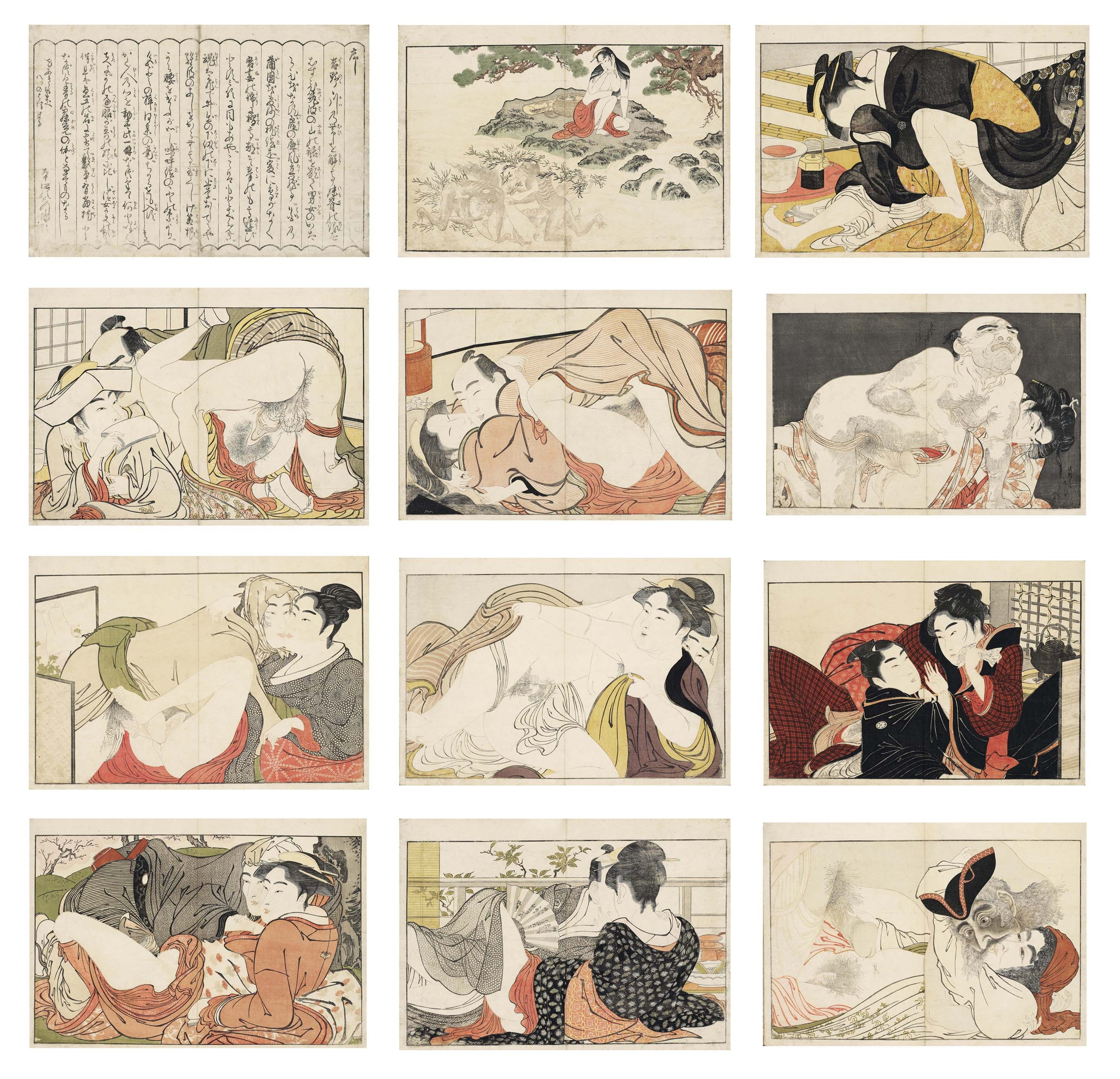
Енхон Кітаґава Утамаро «Утамакура»

Гравюри сюнґа робилася у Японії з XVI до XX ст. майстрами укійо-е, і мали значний попит. Вони могли бути виконані як на окремих аркушах, або частіше у вигляді книжки-енхон (яп. 絵本), яка містила дванадцять картинок — за давньою китайською традицією. Також сюнґа робили у вигляді сувоїв-какемоно (掛物) — на індивідуальне замовлення.
Повнокольоровий друк (нісікі-е) з'явився близько 1765 року, доти чорно-білі гравюри розфарбовували від руки. Втім, навіть після поширення кольорового друку багато майстрів продовжували працювати у старій техніці. Сюнґа з Едо відрізнялися більшою барвистістю і проробкою тла, ніж гравюри з Кіото та Осаки — причиною були відмінності у художніх смаках.
Після 1722 року більшість художників перестали підписувати свої роботи. Проте, у 1761—1786 роках закони щодо еротичних гравюр були пом'якшені, і художники стали зашифровувати своє ім'я, поміщаючи його на картинці. Так, воно могло бути написано каліграфічним стилем на віялі куртизанки. Назва картинки також могла натякати на майстра — так, Кітаґава Утамаро назвав один з своїх енхон «Утамакура» («Поема подушки»).

## Зміст

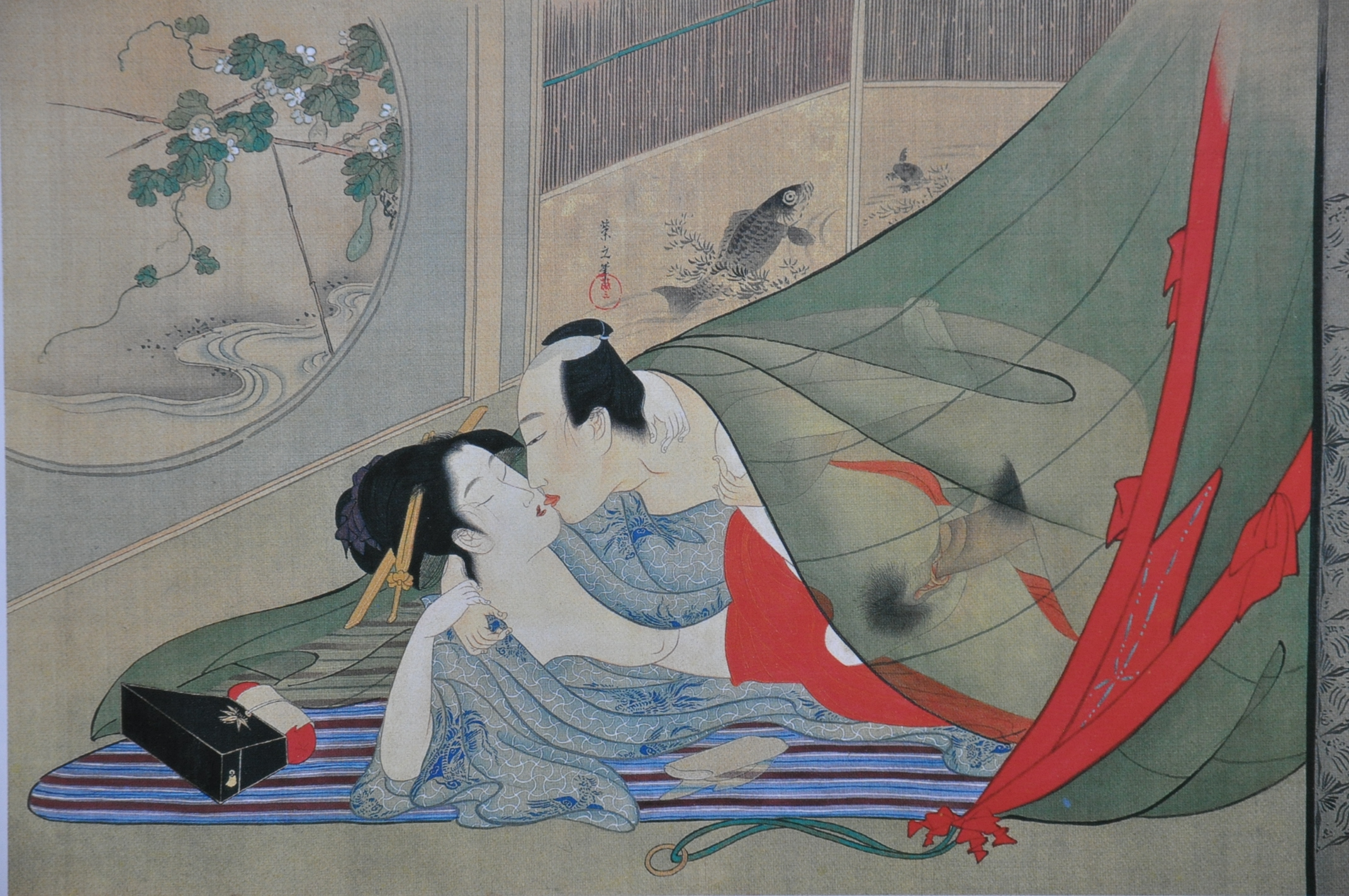
Чобунсай Ейсі. «Сікі кьоен зу» («Змагання задоволень пір року»), 1794—1801

Сюнґа представляли серії чотирьох пір року. Сезон можна було визначити з рослин на задньому плані. Кожна серія, як правило, включала дванадцять картинок, які разом представляли сорок вісім поз (сідзю-хатте) або число присяг Будди. Картинки показували ознаки національних свят: паперові змії, прапори зі зображеннями коропів, атрибути фестивалю хлопчиків, дванадцять символів китайського річного циклу тощо.

### Персонажі

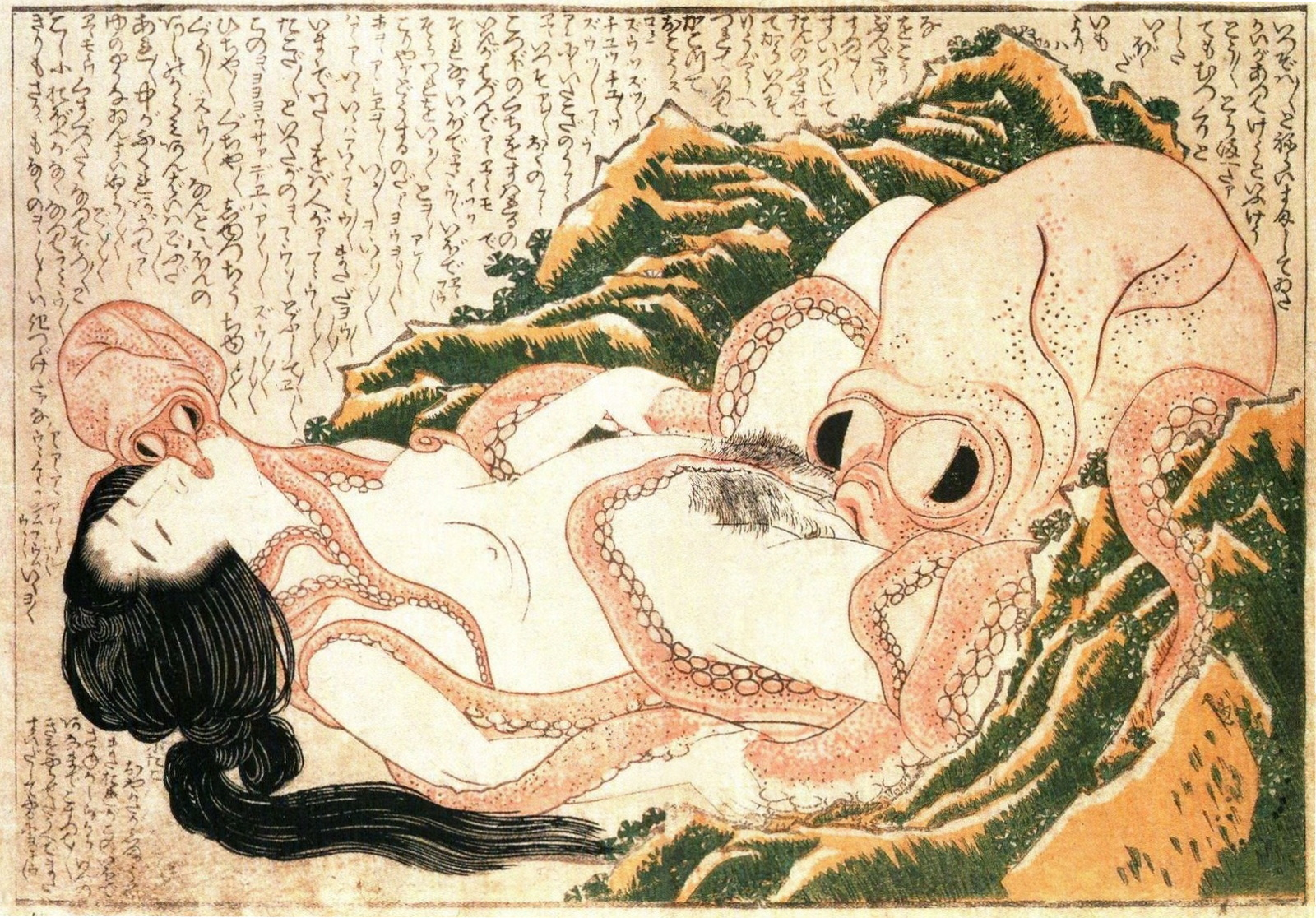
Кацусіка Хокусай. «Восьминіг та нирчиня» або «Сон дружини рибалки», 1814

Героями картинок були здебільшого гейші, куртизанки-ойран, повії-юдзьо та чоловіки, які вдавалися до їхніх послуг. Куртизанок легко впізнати за їхнім одягом, косметикою, шпильками у волоссі, поясом обі, зав'язаним попереду. З початку XVIII ст. волосся ретельно укладене за допомогою гребінців та шпильок, у той час як у раніших сувоях воно вільно розпущене. Соціальний статус клієнтів можна було визначити за кімоно, капелюхами, приладдям, а вік — за зачіскою. Наприклад, лисі чоловіки — ченці-бгікшу, вони для конспирації часто одягнуті лікарями, у яких також було у звичаї голити голову. Чоловіки з мечами — самураї. Самураям заборонялося відвідувати публічні будинки, тому вони робили це таємно, перевдягаючись і не беручи з собою мечів. Але художники все рівно малювали їх з мечами — як розпізнавальний знак. Іноді художник робив героїнями картинок і поважних одружених жінок, вагітних, жінок з дітьми, неодружених дівчат — у кімоно з довгими рукавами.

### Сюжети

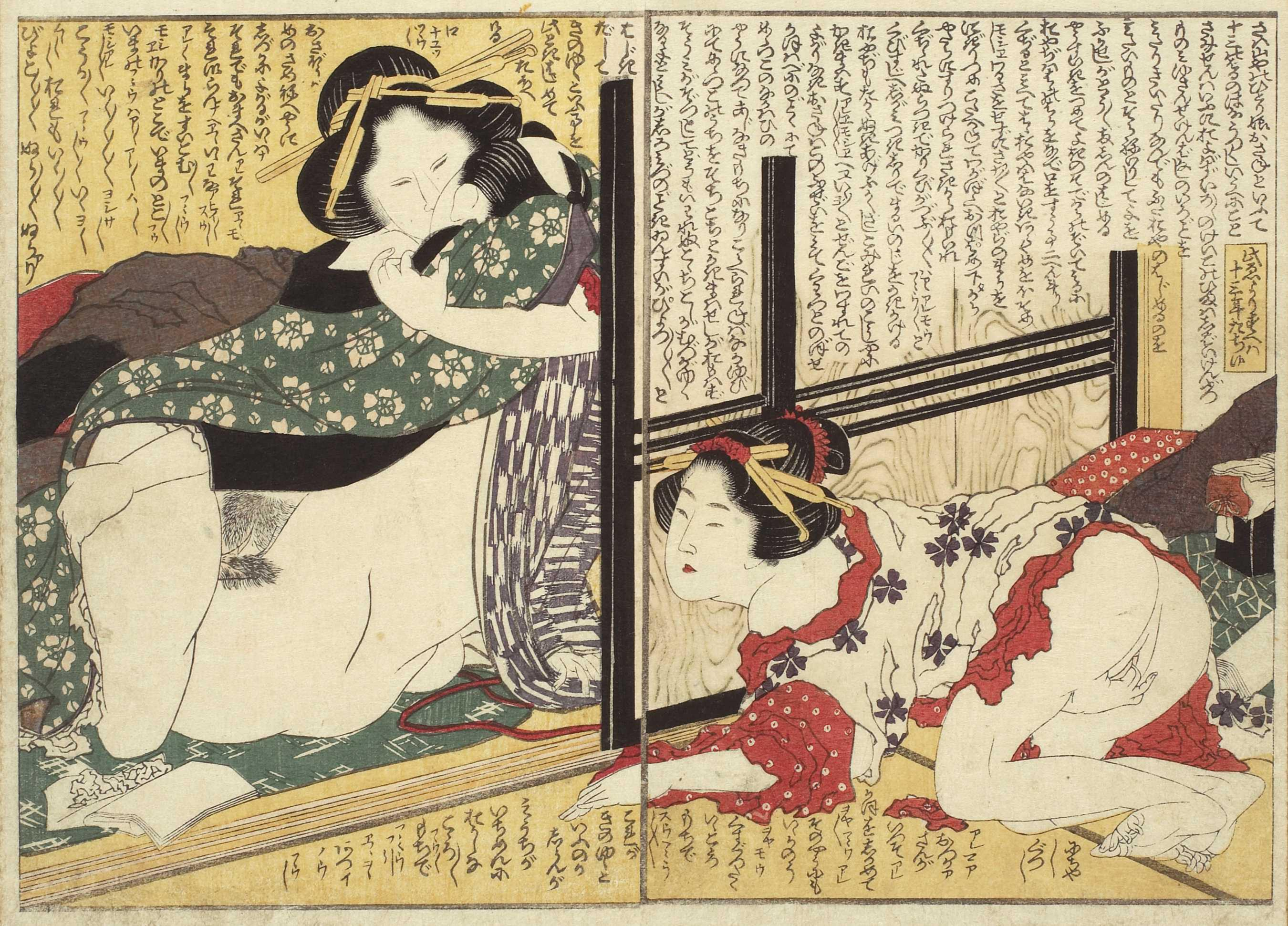
Вуайєризм на сюнґа Кацусіки Хокусая

На сюнґа можна побачити найрізноманітніші сюжети — гетеросексуальні, гомосексуальні акти, зносини з божествами, демонами, тваринами, вуайєризм тощо. На сувої «Йобуцу курабе» («Фалістичне змагання») зображена забавна сцена — чоловіки міряються статевими органами.
На деяких сюнґа зображено секс-іграшки: жінки займаються з фалоімітатором (харікаті), а чоловіки використовують штучну вагіну (адзумагата).
Досить поширений сюжет — адюльтер, подружня невірність. Часто на картинках можна побачити чоловіка, який спостерігає за невірною дружиною, або такі, на яких чоловік мирно спить, у той час як його дружина чинить перелюб з іншим. Зустрічаються на сюнга і сцени ґвалтування, з потворними, волохатими, татуйованими бандитами. Як не дивно, героями еротичних картинок нерідко стають синтоїстські та буддійські божества: сім богів щастя вчиняють справжню оргію — там присутні шість богів-чоловіків і тільки одна богиня. На інших зображений бог Тенґу, чий довгий ніс символізує чоловічий статевий орган: ним Тенґу лоскоче вульви дівчат. З'являється на сценах оргій і бог грому Камінарі.

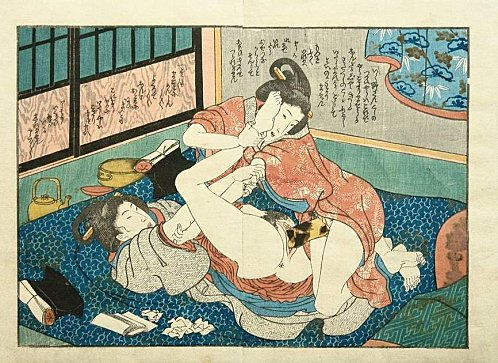
Лесбійська пара на сюнґа Утаґави Кунісада

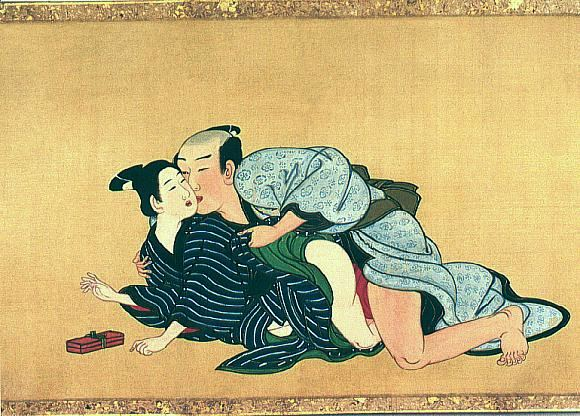
Міягава Іссьо. Гомосексуальні зносини між самураєм та актором

Інший мотив сюнга — скотолозтво. Картинки зі сценами зносин людей з тваринами з'явилися у середині XVIII ст. Восьминоги, лисиці, інші тварини стають на них пертнерами людей. Відома сюнґа Кацусіки Хокусая «Тако то ама» («Сон дружини рибалки» або «Восьминіг та нирчиня»), яка зображує жінку-ама з восьминогом. Художник використав для основи уривок з легенди про нирчиню за перлинами Таматорі, яка віддала життя заради коханого.
Гомосексуальність (нансьоку) теж не була обійдена майстрами сюнґа. У Японії вона була звичайною річчю серед аристократів, ченців, самураїв, хоча багато які з них були одружені, отже, йшлося радше про бісексуальність. У містах існували «дитячі будинки» (кодомо я), де юнаки заробляли собі на життя проституцією. Партнерами для багатих гомосексуалів були й актори театру кабукі — виконавці жіночих ролей (оннагата). На сюнга вони втягнуті як дівчата, впізнати їх можна за зачіскою. Існують також картинки зі зображеннями лесбійського кохання.
У сюнґа також зображали малу дитину поруч з батьками, які займаються сексом. У певному історичному контексті це вважалося нормальним для родинного життя. У сучасній Японії уявлення про пристойність інші: куратори виставок мусять видаляти такі картини з каталогів.

### Одяг

Торії Кійонаґа. «Онна ю» («Жіноча лазня»)

За старих часів у Японії чоловіки й жінки купалися разом, і голизна ні у кого не викликала ніяковіння. Отже, на відміну від західної культури, у Японії еротика й оголеність не зв'язувалися. Мабуть, тому замовники подібних картин віддавали перевагу фігурам, одягнутим у кімоно — вони зберегали загадковість. Майже всі пари у зляганні одягнуті або частково роздягнуті, відкриті лише статеві органи, які часто зображали вельми ретельно, виписуючи всі деталі. На перших сюнґа геніталії пропорційні тілу, але з кінця XVIII ст. художники їх значно збільшують — певно, для створення художньої гармонії, для зосередження уваги на самому процесі злягання. Втім, подібний прийом міг переслідувати й гротескні цілі — у цьому випадку у героях картинок легко можна впізнати відомих людей — акторів кабукі або аристократів.

### Символізм сюнґа
У сюнґа багато символів та натяків. Навіть повсякденні речі, такі як музичні інструменти, начиння для чайної церемонії, палильне приладдя, сувої, рослини у кімнаті — все має прихований сенс. За допомогою цих символів можна дізнатися про сексуальні звичаї певного періоду, про саму зображену пару. Так, квітуча сакура символизує жінку, слива — дорослого чоловіка. Півники з нарцисом — символ гомосексуальної пари, так само як і азалія та хризантема. Пара гусей означає справжню любов, відданість — у старій Японії гусей вважали відданими один одному птахами.

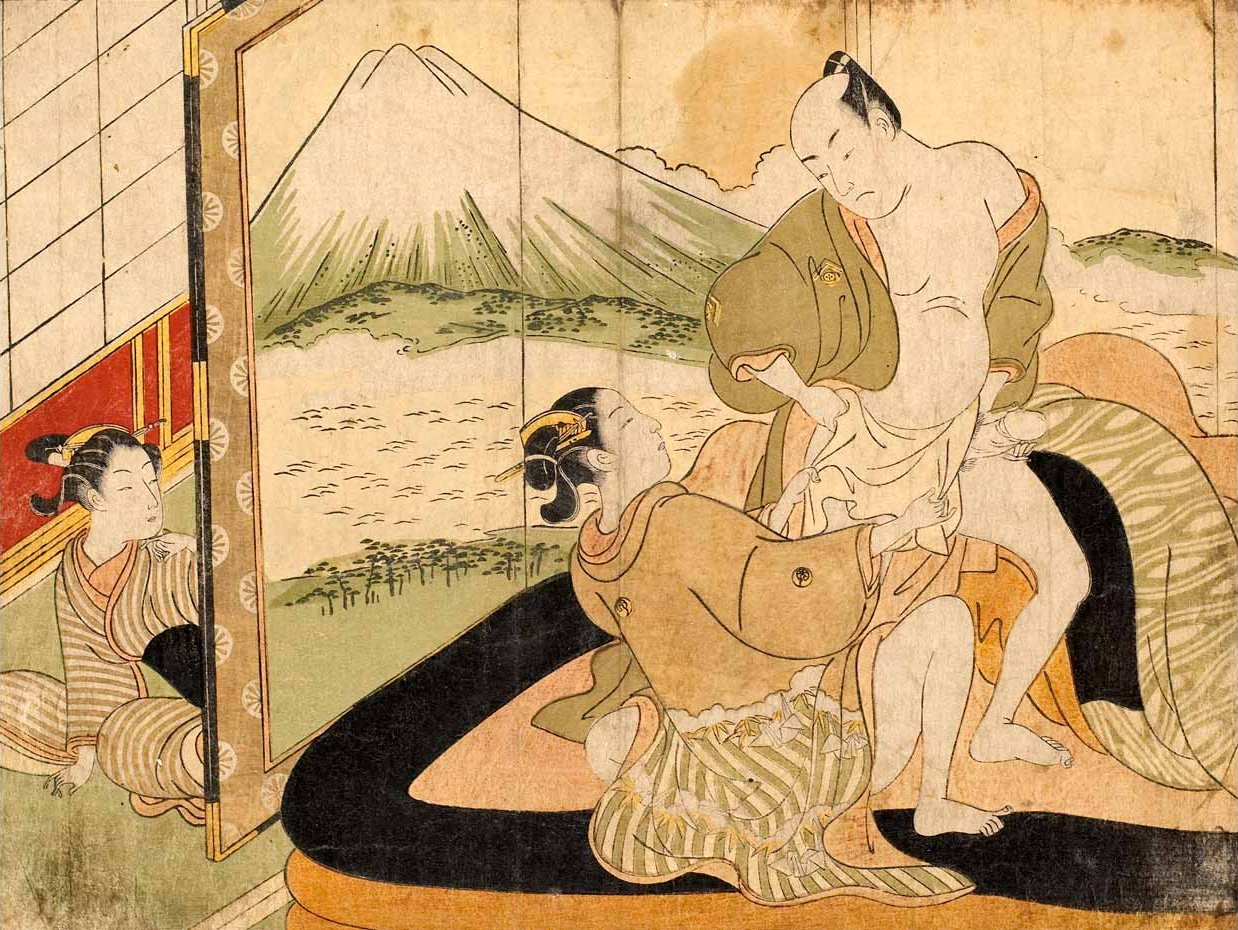
Судзукі Харунобу. «Славний вид гори Фудзі», близько 1770

Поширеним жіночим символом є вода. Так, зображення чоловіка, який переходить водний потік, означає, що він мріє про прийдешню зустріч з коханою. Острів, оточений водою — метафора гетеросексуального акту. Картинка, на якій жінка пропонує воду чоловіку, означає пристрасні стосунки між ними у минулому. Озера та водоспади пов'язувалися з парою, яка віддіється любовним втіхам, а слова «хмари» і «дощ» слугували евфемізмами для означення статевого акту.
Зображення устриці означало жіночий статевий орган, досі у сленговій японській слово «кай» («устриця») уживається щодо вульви. Гриб (мацутаке) символізує пеніс. На гумористичних сюнґа можна побачити чоловіка, який дбайливо держить устрицю, або жінку, яка любовно збирає гриби. Японська флейта (сякухаті) часто зустрічається у руках жінок — вона означає великий фалос. Інший символ фалоса — японська парасолька з бамбука та паперу. Зображення гори Фудзі також означало чоловіка з великим статевим органом.
Символом куртизанок була дорідна біла редька (дайкон онна). На сюнґа можна побачити чоловіка, який пестить редьку з корінням, схожим на жіночі ноги.
Лепеха звичайна (секісьо), пучки листя якої нагадують жіноче волосся, теж вважалася жіночим символом.

## Відомі майстри сюнґа
- Ісода Корюсай
- Кацусіка Хокусай
- Кейсай Ейсен
- Кітаґава Утамаро
- Кунічіка Тойохара
- Судзукі Харунобу
- Торії Кійонаґа
- Утаґава Кунійосі
- Утаґава Кунісада
- Утаґава Хіросіґе
- Хісікава Моронобу
- Янаґава Сіґенобу

## Галерея

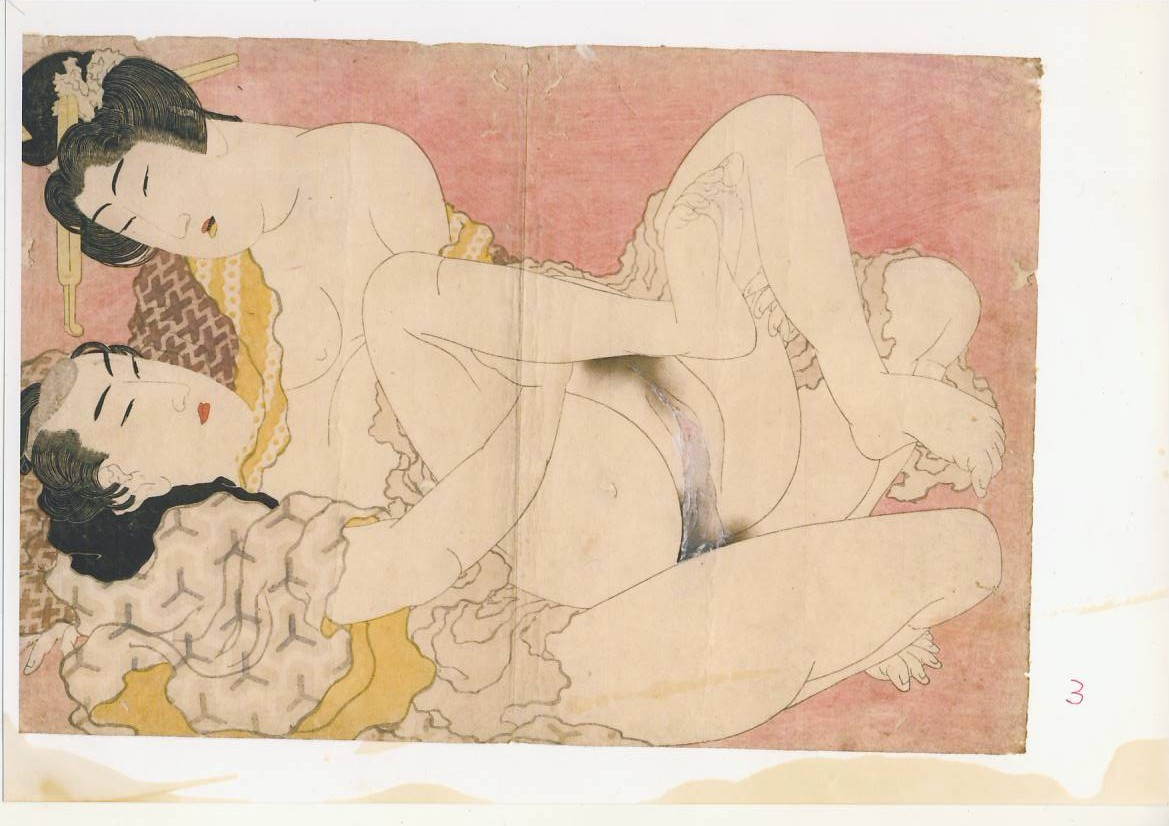
Сюнґа Кацусіка Хокусая
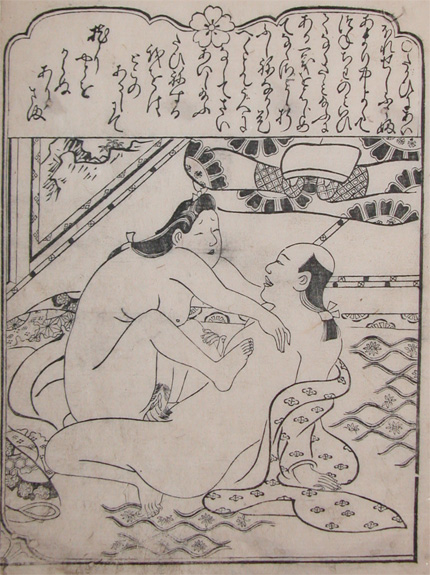
Чорно-біла сюнґа Хісікави Моронобу, близько 1680
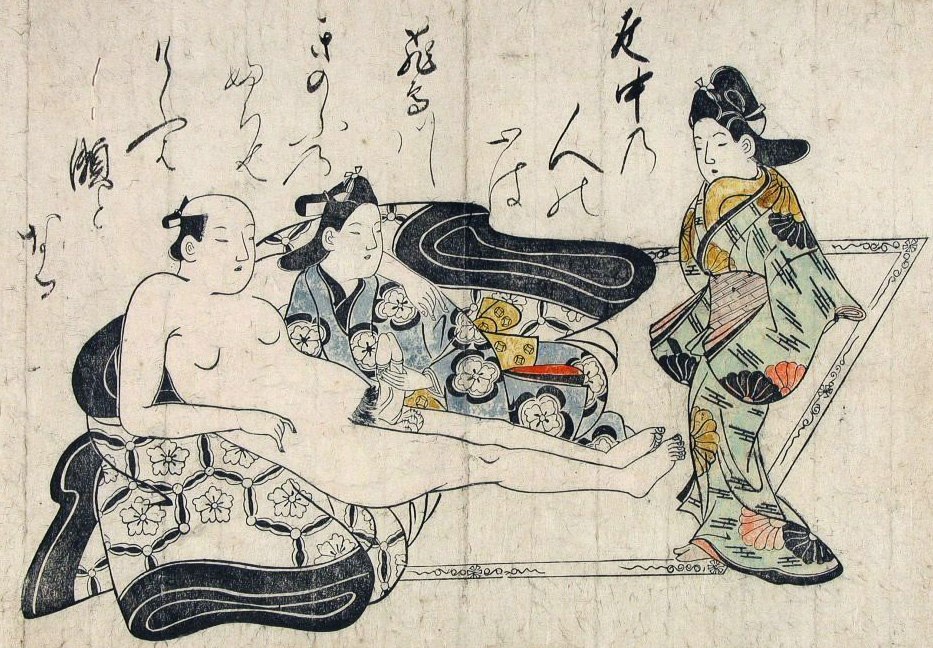
Частково розфарбована сюнґа Хісікави Моронобу, яка зображує чоловіка з гомосексуальним партнером. Початок 1680-х
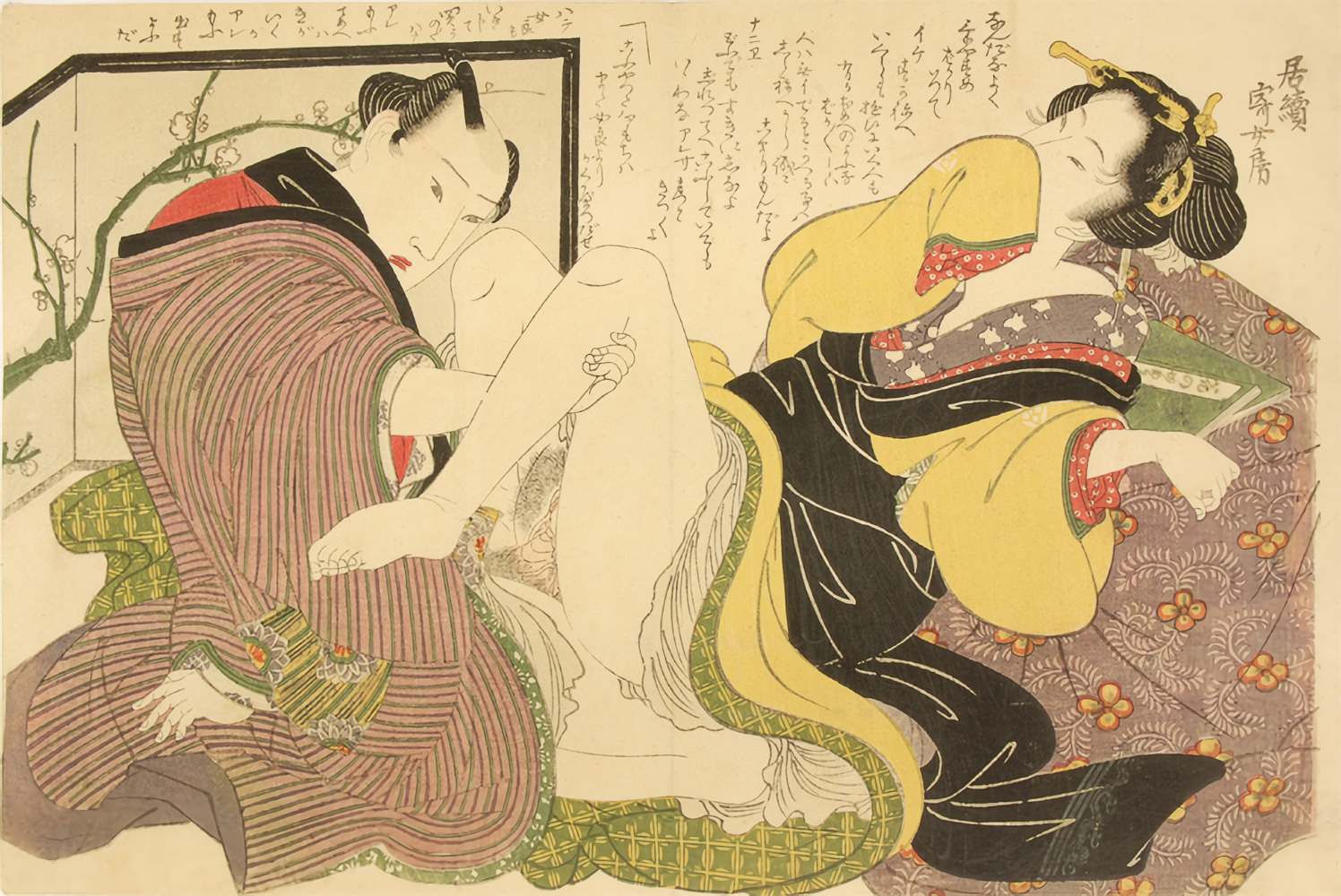
Сюнґа Кейсая Ейсен, 1825
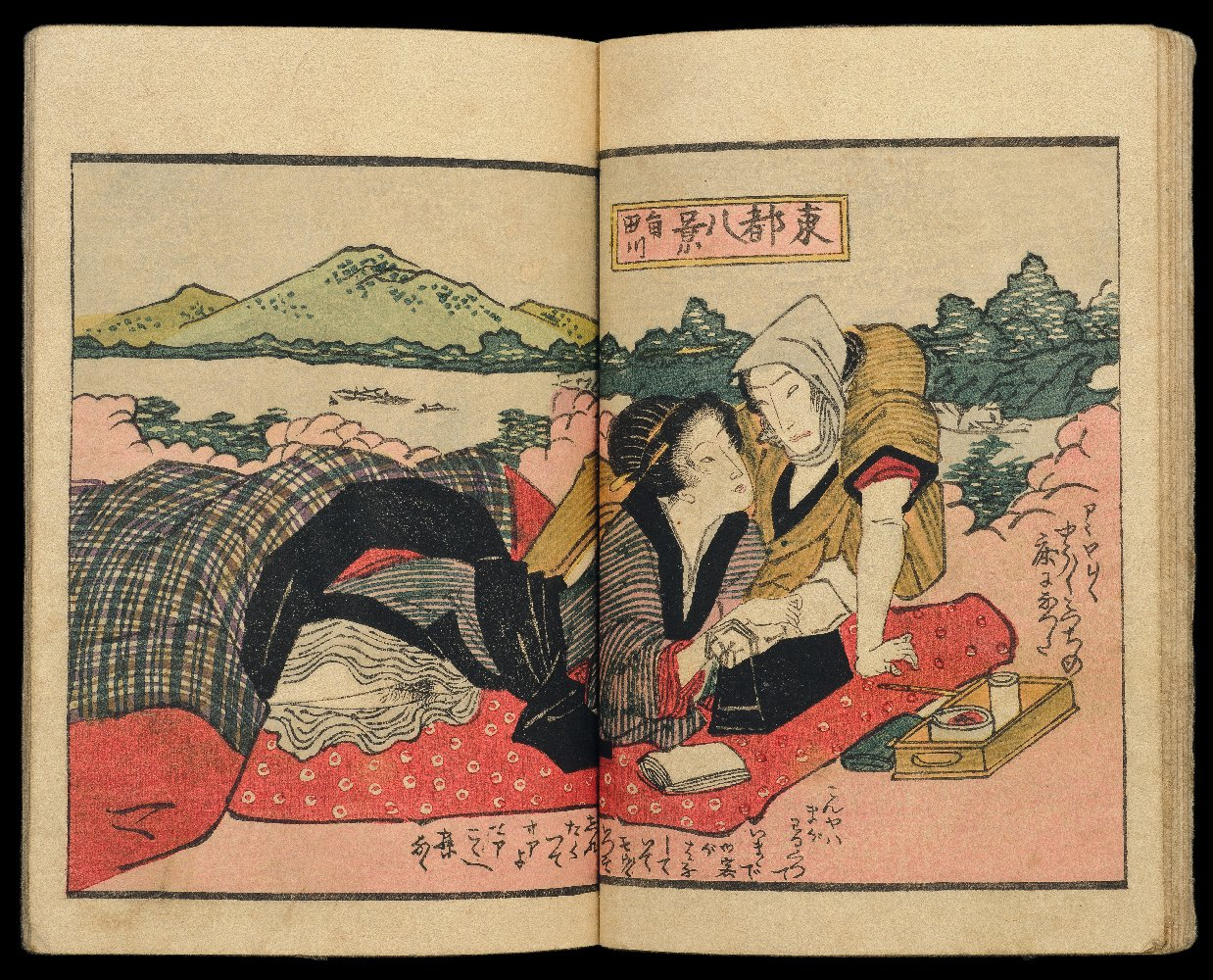
Сюнга Кейсая Ейсен «Айої сісі» («Секс в Айої»), 1823
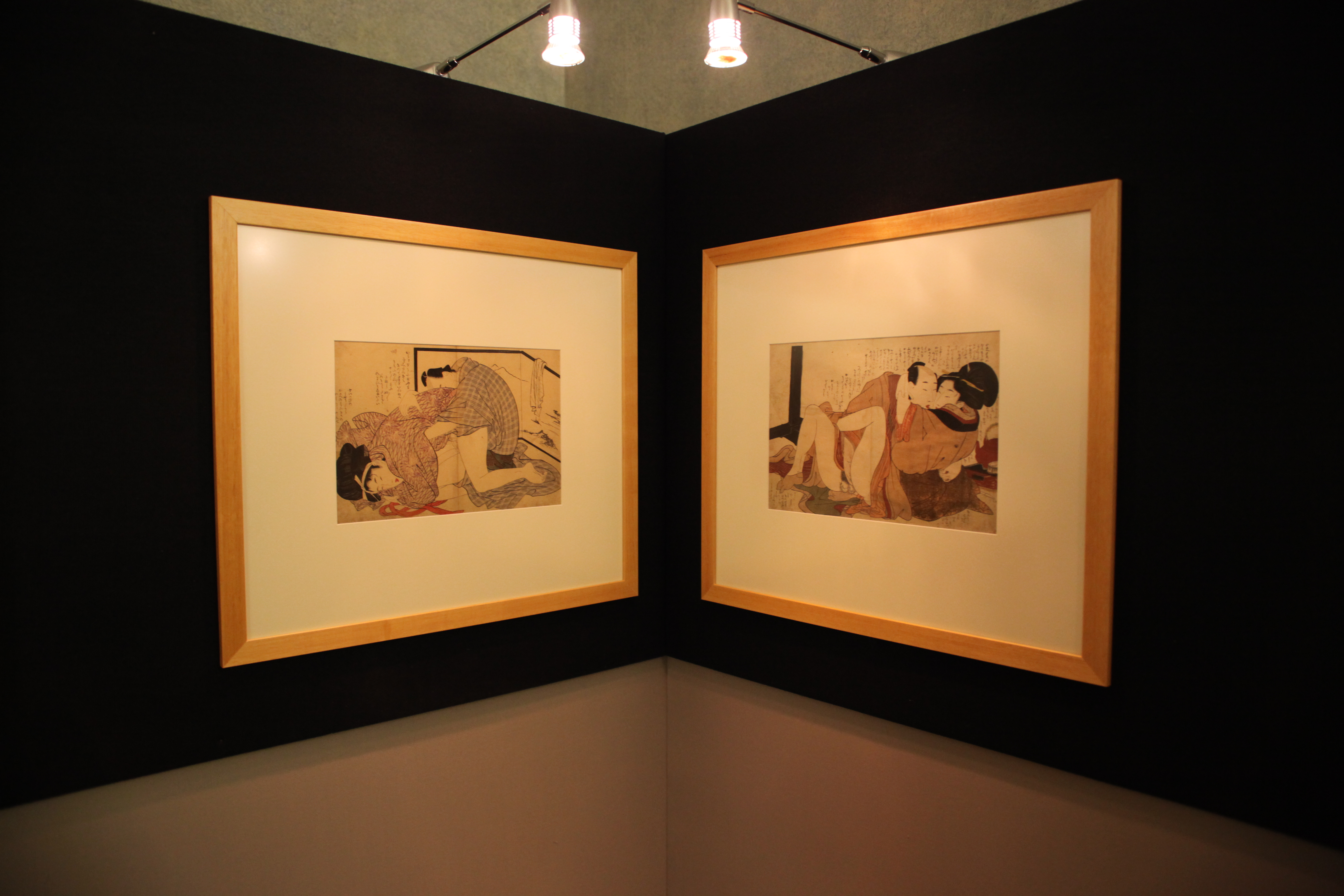
Сюнґа на окремих аркушах
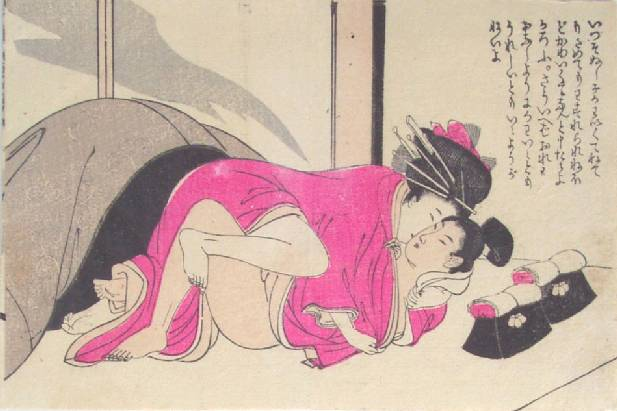
Сюнґа Чіканобу, 1880-1890-ті
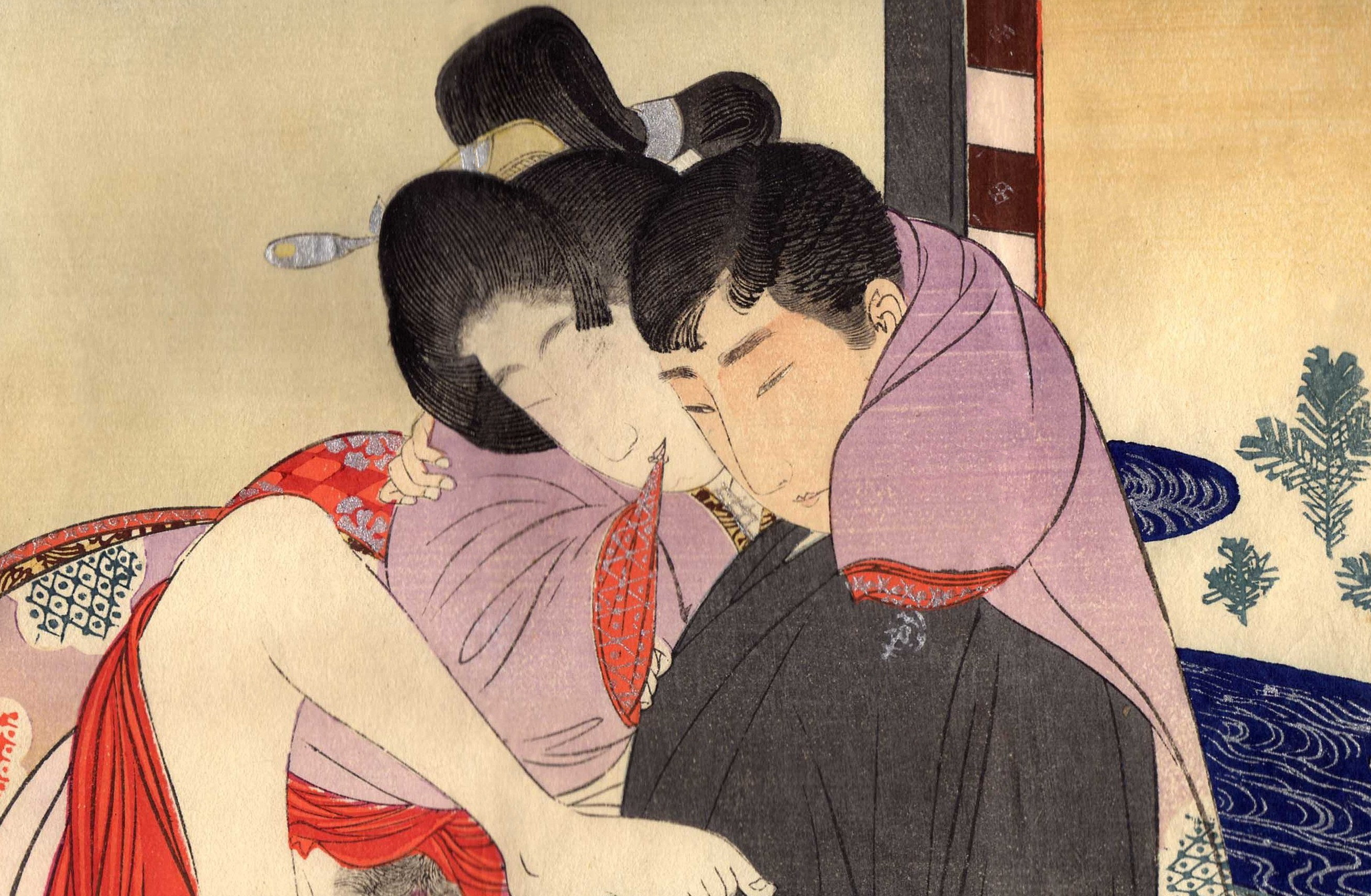
Сюнґа доби Мейдзі яка зображує чоловіка з європейською зачіскою та жінку з традиційною японською
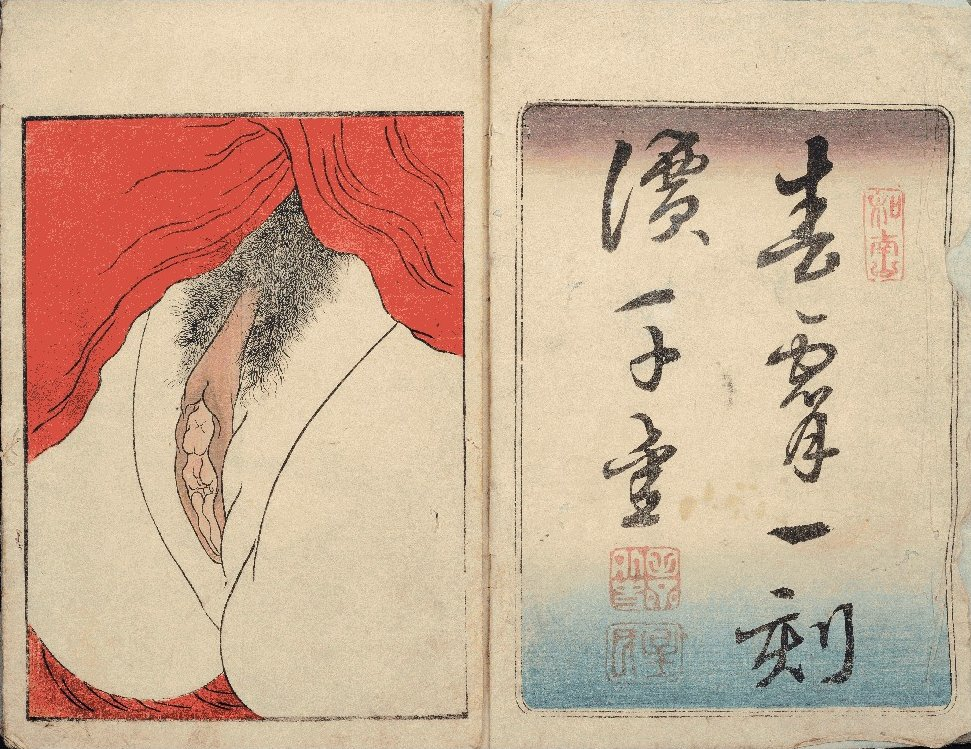
Утаґава Хіросіґе. «Хару но йова» («Весняна ніч»), 1851
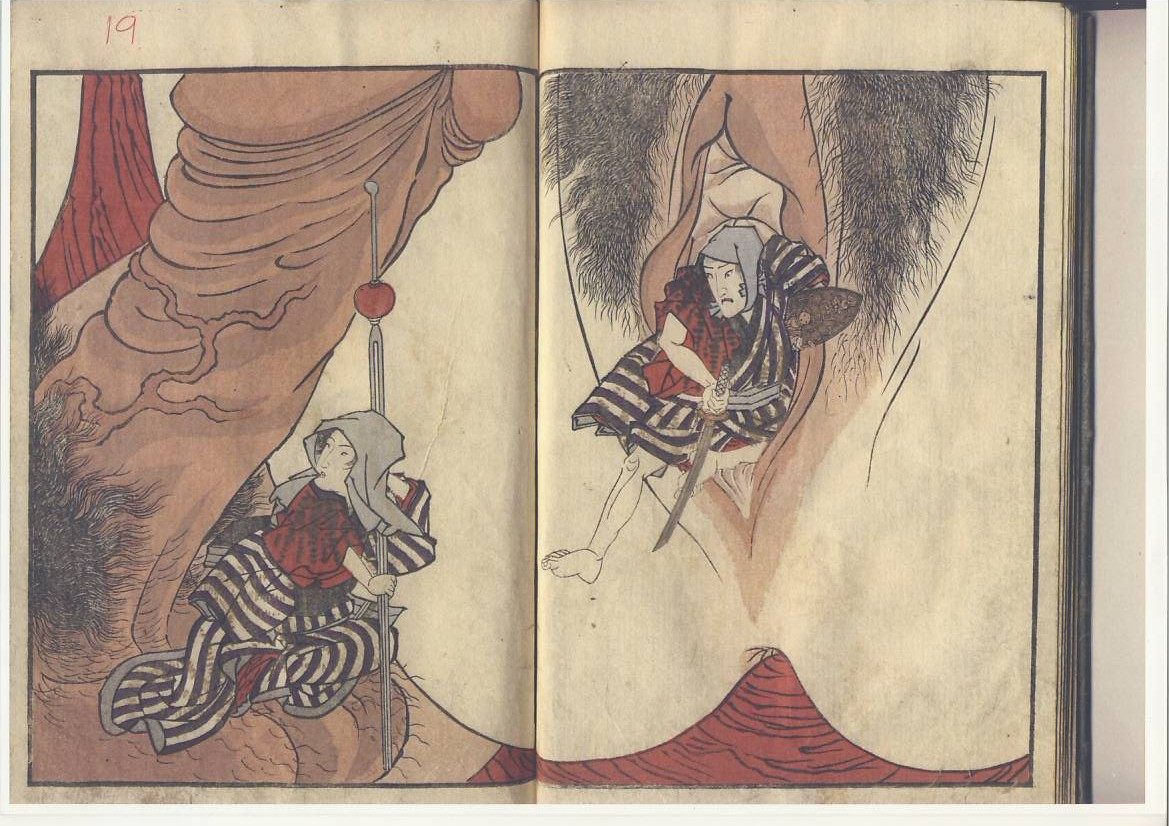
Сюнґа Утаґави Кунісада
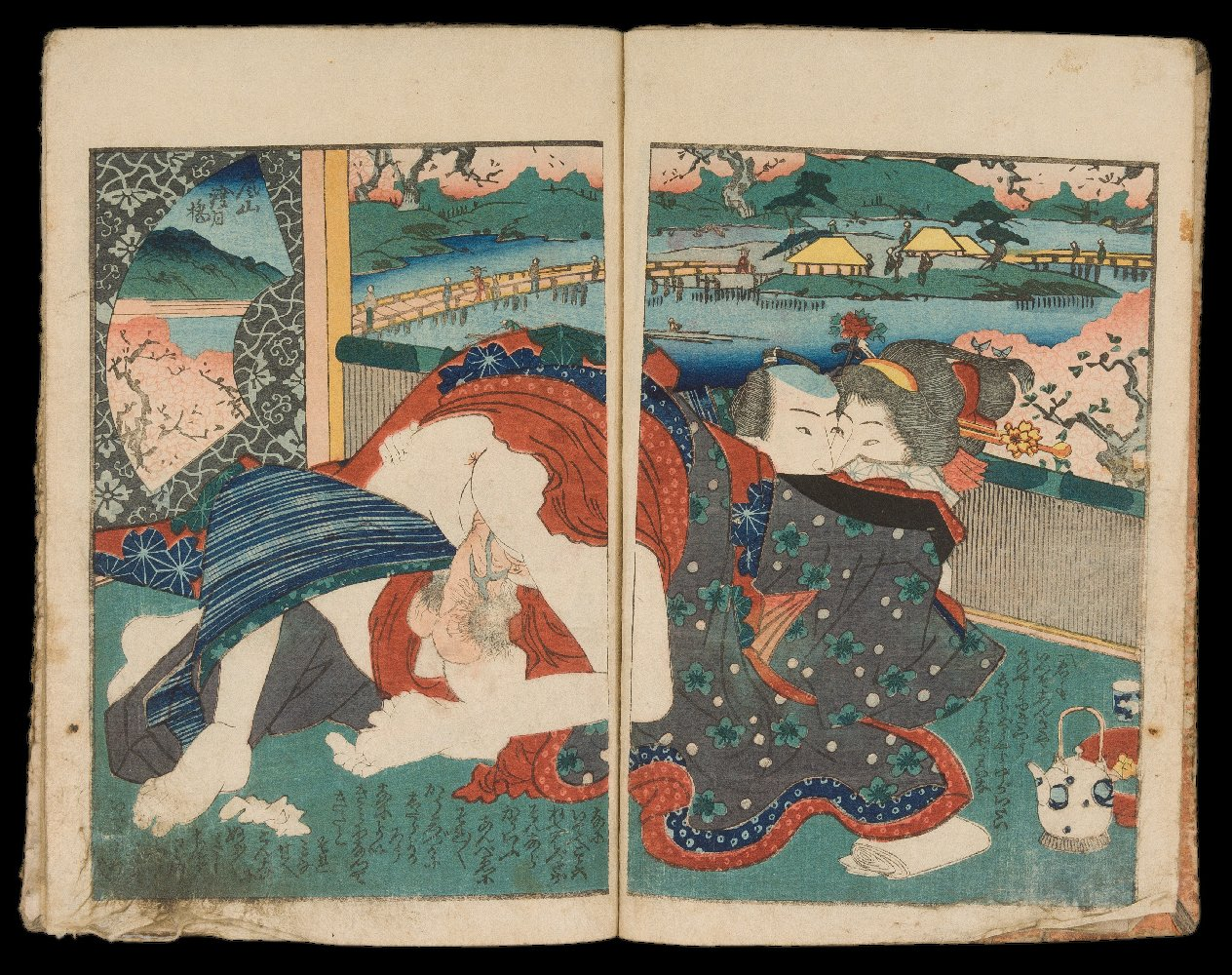
Утаґава Кунійосі. «Сюнсюку чісато но чігірі» («Еротичні стосунки з далекими країнами»), 1840-1860
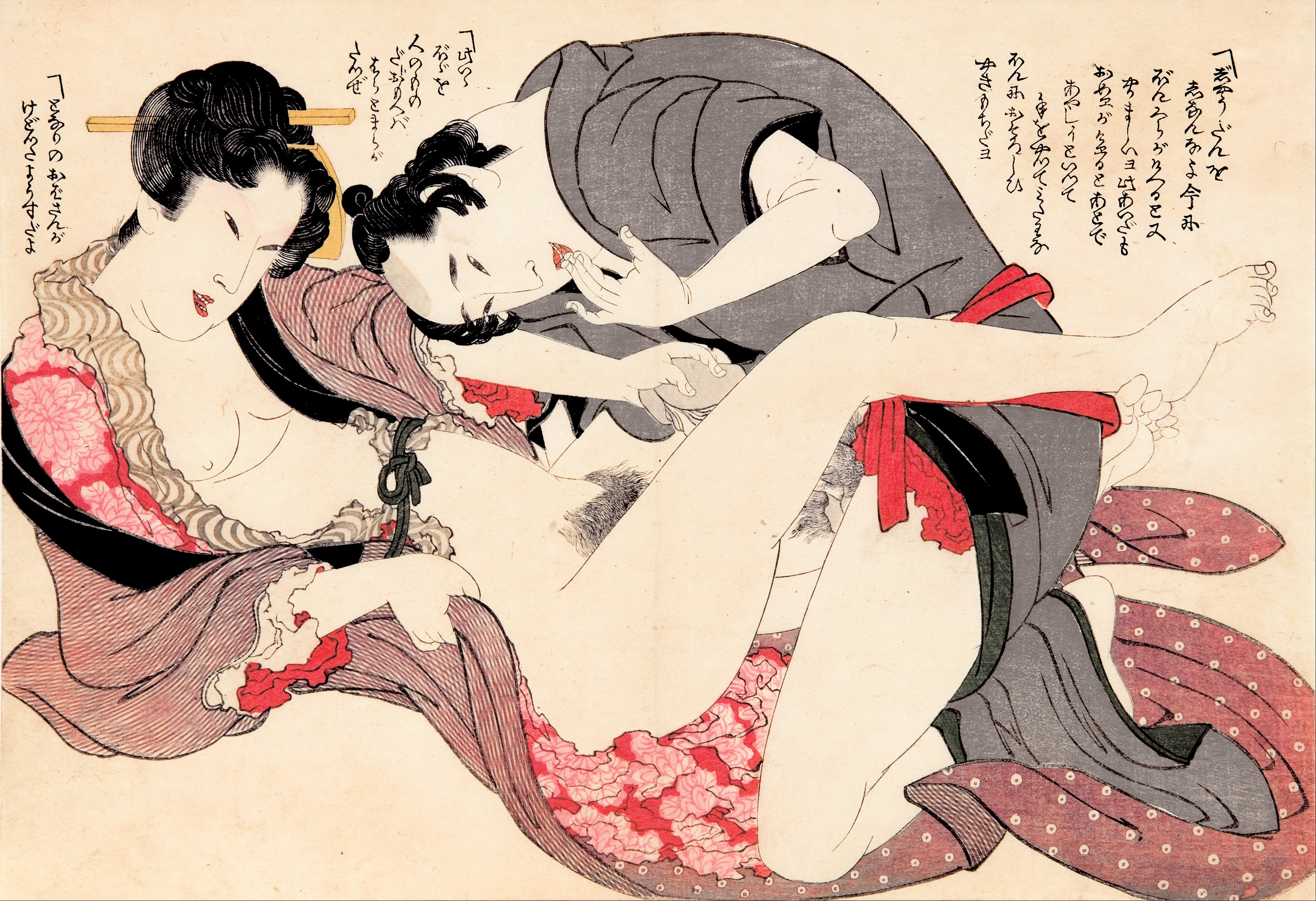
Янаґава Сіґенобу. «Два коханці», 1800-1825
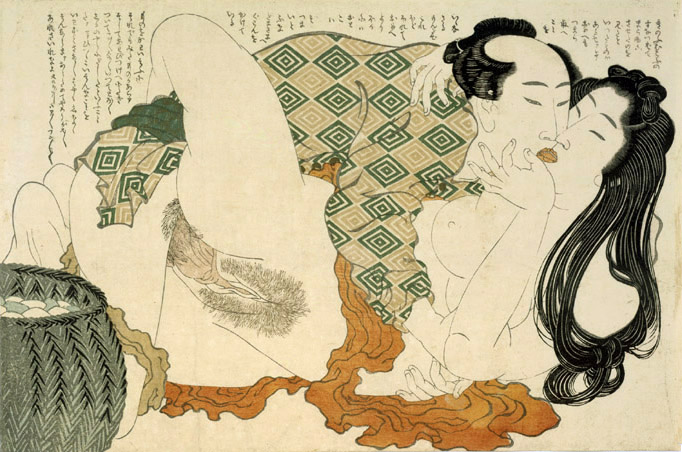
Кацусіка Хокусай. «Фукуюсо» («Кохання-горицвіт»)
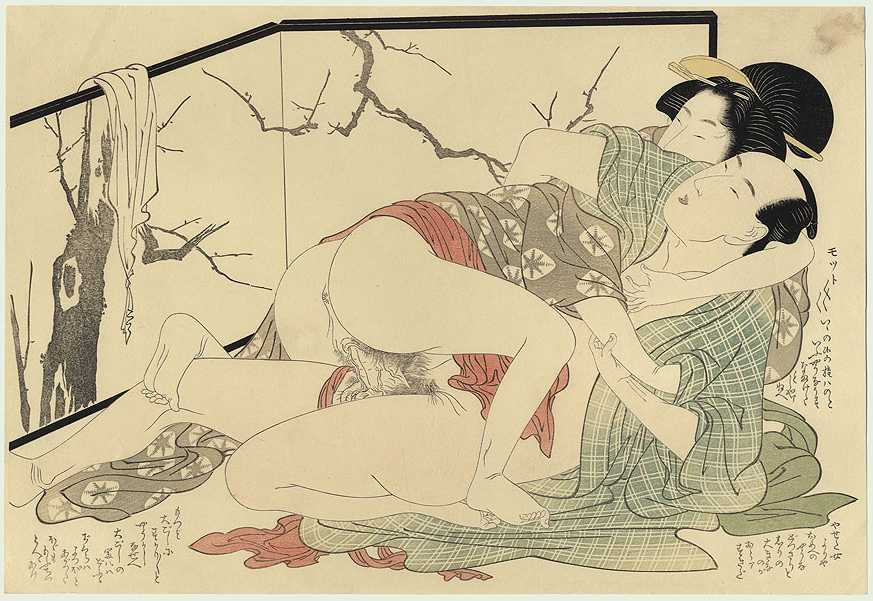
Кітагава Утамаро, 1799